# آبشار اوتر
آبشار اوتر (به انگلیسی: Otter Falls) آبشاری است که در شهرستان کینگ، واشینگتن، ایالت واشینگتن، ایالات متحده آمریکا واقع شده و ارتفاع کلی ریزشگاه آن 1600 feet است.